# Feldatal
Feldatal település Németországban, Hessen tartományban. Lakosainak száma 2398 fő (2023. december 31.).

## Népesség
A település népességének változása:
| Lakosok száma | 2491 | 2412 | 2370 | 2410 | 2398 |
|               | 2017 | 2019 | 2021 | 2022 | 2023 |